# 후쿠다 시오
후쿠다 시오(일본어: 福田 師王, 2004년 4월 8일~)는 일본의 축구 선수로, 포지션은 공격수이다.

## 어린 시절
일본 가고시마현 가노야시에서 태어났으며, 다카야마 FC에서 축구를 시작했다.

## 구단 경력
2022년 10월 27일, 독일의 보루시아 묀헨글라트바흐 II에 입단했다.

## 국가대표팀 경력
그는 2023년 FIFA U-20 월드컵에 참가할 일본 U-20 국가대표팀에 발탁되었으며, 3경기에 출전했다.